# Iglesia de San Miguel (Alcaraz)
La iglesia de San Miguel de Alcaraz (Albacete, Castilla-La Mancha, España) actualmente se utiliza como centro cultural para sala de exposiciones, conciertos de música y otras actividades similares. Al parecer, fue fundada tras la conquista de Alcaraz en el siglo XIII. Según el historiador Padre Pareja (Villanueva de los Infantes, c. 1676 - post 1740), esta iglesia se fundó en 1227. 

## Fachada principal

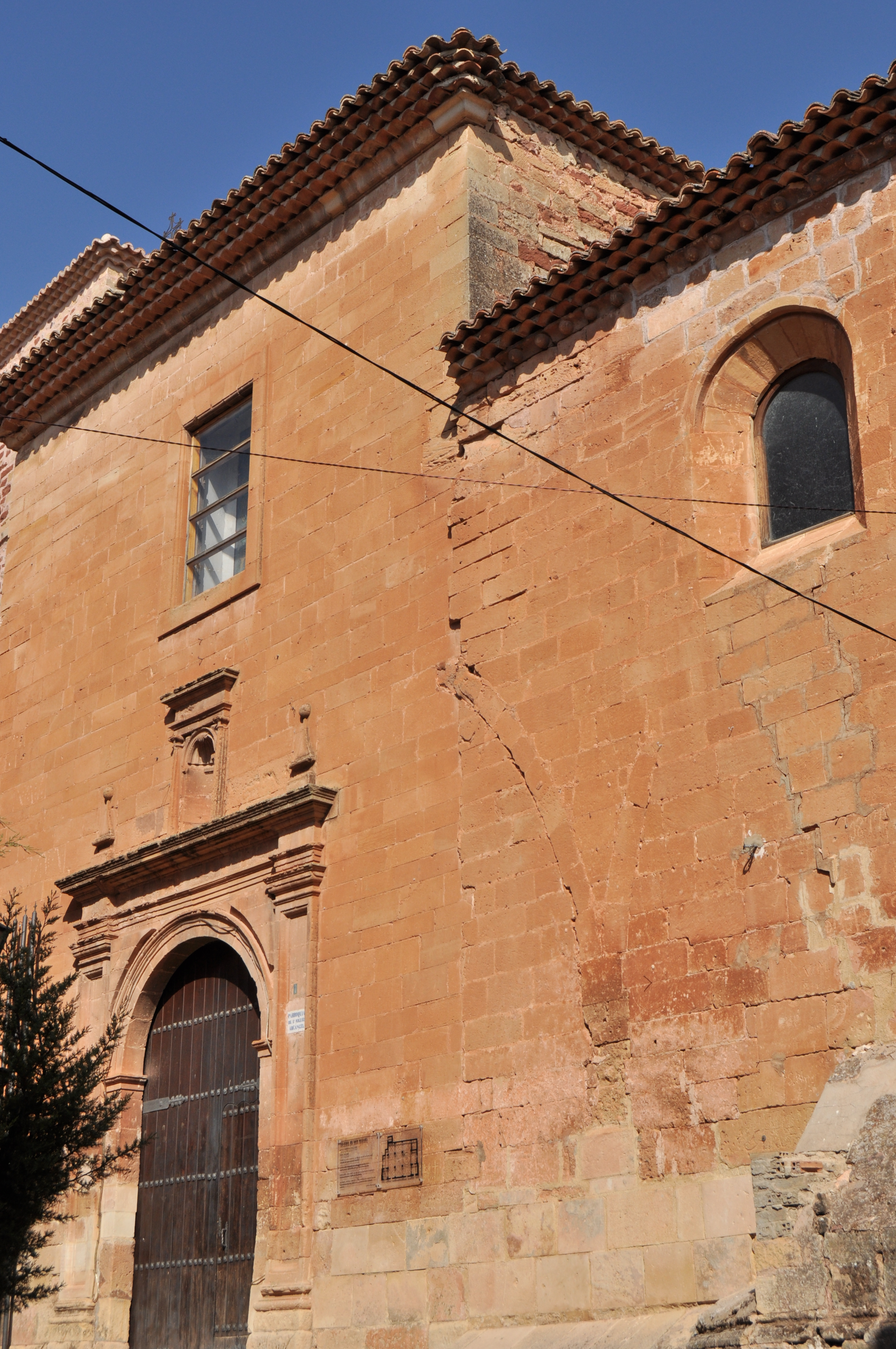
Fachada de la iglesia de San Miguel.

Su fachada principal da a una recoleta plaza en mitad de la Calle Mayor de Alcaraz. Es de arco de medio punto, con pilastras a ambos lados, coronado por un entablamento en cuyos extremos se elevan unas pirámides y en el centro se eleva una hornacina, actualmente vacía. En la pared de esta fachada principal hay tres ventanas saeteras de indudable sentido militar de protección.

## Interior
El interior de la Iglesia es de planta rectangular, con unos 33 metros de longitud y 22 de anchura. De estructura en cruz latina, que queda señala por ser de tres naves, la central más ancha y alta y elevándose en la nave central, en el tercer tramo, una falsa cúpula.

## Capilla del Rosario
Destaca la capilla del Rosario o de los Galiano, del siglo XV, con decoración gótica. De planta cuadrada de 6 metros por 5. Tiene una primorosa decoración en el arco de entrada, tanto en el arco exterior que da a la Iglesia como en el arco interior de la capilla, así como en el arcosolio interior, en las ménsulas y en las impostas. Esta decoración gótica es muy variada y rica, pues se observan:
- motivos vegetales de todo tipo: flores, piñas, frutos, árboles, etc.
- motivos animales: osos gaiteros, monos, águilas, perros o animales fantásticos, etc.
- diversas figuras humanas: músicos, guerreros, algunas en posturas grotescas y otras en posturas sexuales (hay varias masturbaciones varoniles)
- elementos como castillos, jarrones, elementos decorativos varios
- figuras zodiacales

Y un largo etcétera de indudable valor histórico, artístico y etnográfico. 

## Torre
En el exterior, en la parte elevada de la via que la circunda, se eleva una pequeña torre prismática de aspecto medieval, con simple campanario cubierto por tejado a cuatro aguas.
- Datos: Q5910839
- Multimedia: Iglesia de San Miguel (Alcaraz) / Q5910839